# Бленнергассетт (Західна Вірджинія)
Бленнергассетт (англ. Blennerhassett) — переписна місцевість (CDP) в США, в окрузі Вуд штату Західна Вірджинія. Населення — 3118 осіб (2020).

## Географія
Бленнергассетт розташований за координатами 39°15′26″ пн. ш. 81°37′50″ зх. д. / 39.25722° пн. ш. 81.63056° зх. д. (39.257167, -81.630481).  За даними Бюро перепису населення США в 2010 році переписна місцевість мала площу 12,91 км², з яких 12,85 км² — суходіл та 0,06 км² — водойми.

## Демографія
Згідно з переписом 2010 року, у переписній місцевості мешкало 3089 осіб у 1221 домогосподарстві у складі 949 родин. Густота населення становила 239 осіб/км².  Було 1296 помешкань (100/км²).
Расовий склад населення:
| - 97,8 % — білих - 0,7 % — чорних або афроамериканців - 0,5 % — азіатів - 0,1 % — корінних американців |

До двох чи більше рас належало 0,9 %. Частка іспаномовних становила 0,5 % від усіх жителів.
За віковим діапазоном населення розподілялося таким чином: 21,0 % — особи молодші 18 років, 59,4 % — особи у віці 18—64 років, 19,6 % — особи у віці 65 років та старші. Медіана віку мешканця становила 44,8 року. На 100 осіб жіночої статі у переписній місцевості припадало 97,9 чоловіків;  на 100 жінок у віці від 18 років та старших — 95,6 чоловіків також старших 18 років.
Середній дохід на одне домашнє господарство  становив 72 780 доларів США (медіана — 53 023), а середній дохід на одну сім'ю — 85 338 доларів (медіана — 56 987). Медіана доходів становила 51 169 доларів для чоловіків та 30 286 доларів для жінок. За межею бідності перебувало 5,6 % осіб, у тому числі 6,9 % дітей у віці до 18 років та 2,9 % осіб у віці 65 років та старших.
Цивільне працевлаштоване населення становило 1240 осіб. Основні галузі зайнятості: освіта, охорона здоров'я та соціальна допомога — 20,1 %, роздрібна торгівля — 15,2 %, виробництво — 14,9 %.